# Astro-Kliffs
Die Astro-Kliffs sind 60 m hohe Felsenkliffs an der Oskar-II.-Küste des Grahamlands im Norden der Antarktischen Halbinsel. Sie ragen als südöstlicher Ausläufer der Churchill-Halbinsel 10 km nordöstlich des Kap Alexander auf.
Die Kliffs waren 1955 das südlichste Objekt, das der Falkland Islands Dependencies Survey (FIDS) in jenem Jahr einer Vermessung unterzog. Die Benennung durch das UK Antarctic Place-Names Committee im Jahr 1958 orientiert sich an dem Umstand, dass der FIDS vom Gipfel der Kliffs einen astronomischen Fixpunkt für die Vermessungsarbeiten setzte.